# Agăș
Agăș est une commune roumaine située dans le județ de Bacău.